# Gaspar Llamazares
Gaspar Llamazares Trigo (AFI: [ɡasˈpaɾ ʎamaˈθaɾes ˈtɾiɣo]) (Logroño, 28 novembre 1957) è un politico spagnolo, coordinatore generale della coalizione Sinistra Unita dall'ottobre del 2000 fino all'ottobre del 2008, quando presentò le sue dimissioni un mese prima della IX assemblea federale dell'IU. È sposato ed ha una figlia.

## I primi anni
Secondogenito di una famiglia di sei fratelli, passò la sua infanzia e la sua adolescenza a Salinas, una località del comune asturiano di Castrillòn. Studiò alla facoltà di Medicina dell'Università Autonoma di Madrid e in quella di Oviedo, dove finì i suoi studi. È laureato in medicina e chirurgia, una tradizione di famiglia dato che anche suo padre è medico. 
Fondò Bocetos, una rivista che puntava il dito sulle questioni morali a fronte degli allora dominanti paradigmi bioetici della medicina. Completò i suoi studi con un master in salute pubblica all'Università dell'Avana. Nel 1985 entrò a far parte del Dipartimento di Medicina preventiva dell'Università di Santiago de Compostela in qualità di docente, e successivamente entrò nel collegio docenti di medicina di famiglia in Cazoña (Cantabria).

## Attività politica
Gaspar Llamazares ha iniziato la sua attività politica nel Partito comunista delle Asturie nel 1981, tramite la partecipazione nel gruppo locale di Castrillòn e nella Commissione Sanità del comitato centrale. Nel 1988 è stato eletto segretario generale e coordinatore generale della Sinistra Unita nelle Asturie, vincendo la fazione capeggiata da Gerardo Iglesias. Nel 1991 entrò nella Giunta Generale del Principato delle Asturie come deputato, è stato il portavoce del gruppo parlamentario della Sinistra Unita e finora ha continuato la collaborazione mantenuta con i successivi governi socialisti della regione. Nel 1995 è stato uno dei protagonisti della controversa rottura con il Partito Socialista Operaio Spagnolo, rottura che ha portato il Partito popolare al governo delle Asturie. Al termine della legislatura 2000-2004 diventò deputato rappresentante delle Asturie nel Congresso dei deputati, il corrispettivo spagnolo della Camera dei deputati.
Sostituì Julio Anguita González come Coordinatore generale di Sinistra Unita nel 2000. Il 14 marzo 2004 è stato eletto deputato per la circoscrizione elettorale di Madrid. In tale elezione la Sinistra Unita conseguì la minore rappresentanza parlamentare fino ad allora. Alla fine del 2004 è stato eletto coordinatore generale della Sinistra unitaria con uno stretto margine, in mezzo a una forte divisione interna della coalizione causata dai cattivi risultati delle elezioni e dai disaccordi sulla linea politica seguita dalla coalizione del PSOE. Nel gennaio 2005 è stato confermato come coordinatore generale di Sinistra Unita con uno stretto margine di voti.